# Face to Face (альбом Бебі Фейса Віллетта)
Face to Face — дебютний студійний альбом американського джазового органіста Бебі Фейса Віллетта, випущений у 1961 році лейблом Blue Note. 

## Опис
Свій дебютний альбом органіст Бебі Фейс Віллетт записав на лейблі Blue Note у складі квартету з тенор-саксофоністом Фредом Джексоном, гітаристом Грантом Гріном і ударником Беном Діксоном. Перед цією сесією Віллетт вже записувався з іншими музикантами лейблу, зокрема на альбомах Grant's First Stand Гранта Гріна і Here 'Tis Лу Дональдсона.
Альбом включає сім композицій, шість з яких написані Віллеттом. Перевиданий на CD з 2-ма додатковими альтернативними дублями.

## Список композицій
1. «Swingin' at Sugar Ray's» (Бебі Фейс Віллетт) — 6:35
2. «Goin' Down» (Бебі Фейс Віллетт) — 7:24
3. «Whatever Lola Wants» (Френк Лоуссер) — 7:21
4. «Face to Face» (Бебі Фейс Віллетт) — 6:17
5. «Something Strange» (Бебі Фейс Віллетт) — 6:42
6. «High 'N' Low» (Бебі Фейс Віллетт) — 7:07

Бонус треки перевидання на CD
1. «Face to Face» (Бебі Фейс Віллетт) [алтернативний дубль] — 6:52
2. «Something Strange» (Бебі Фейс Віллетт) [алтернативний дубль] — 6:41

## Учасники запису
- Фред Джексон — тенор-саксофон
- Бебі Фейс Віллетт — орган
- Грант Грін — гітара
- Бен Діксон — ударні

Технічний персонал
- Альфред Лайон — продюсер
- Руді Ван Гелдер — інженер звукозапису
- Роберт Левін — текст до обкладинки
- Рід Майлс — дизайн обкладинки
- Френсіс Вульфф — фотографії обкладинки